# Außenverteidiger

Positionen der Außenverteidiger im Fußball (4-4-2)

Ein Außenverteidiger, je nach Seite genauer als Linksverteidiger oder Rechtsverteidiger bezeichnet, ist ein Spieler auf der Abwehrposition im Fußball. Seine Hauptaufgabe ist es, seitliche Hereingaben zu verhindern, das Spiel von hinten zu eröffnen und Druck über die Außenbahnen, vor allem in Spielsystemen wie „4-3-3“, „4-4-2“ oder „4-2-3-1“, zu erzeugen.
Außerdem sind es meist Außenverteidiger, die einen Einwurf ausführen.
Im Gegensatz zum Innenverteidiger spielt der Außenverteidiger in der Nähe der Seitenlinie, der seitlichen Begrenzung des Spielfelds, und ist durchaus offensiv ausgerichtet. Diese Position gehört zu den laufintensivsten im modernen Fußball, da sich der Aktionsradius eines Außenverteidigers von der eigenen Abwehrreihe bis zur gegnerischen Grundlinie erstreckt. Somit wird dem Außenverteidiger zum einen eine starke Kondition, zum anderen auch eine große Sprintstärke abverlangt, da dieser die Offensive vom eigenen bis zum gegnerischen Strafraum mitgestaltet und nach evtl. einem Ballverlust schnell zurück zum eigenen Strafraum laufen muss, um die eigenen Innenverteidiger zu unterstützen. Sowohl Abwehrspieler als auch der Torwart sind bemüht, den Ball nach einem gegnerischen Angriff zur Seite zu klären, so dass der Ball häufig von den Außenverteidigern aufgenommen werden kann. Durch Kreuzen und Doppelpassspiel gelangt der Außenverteidiger während des Spielaufbaus dann häufig in offensivere Positionen als ihm vorgelagerte Spieler im Mittelfeld. Außenverteidiger erspielen dadurch teils mehr Torvorlagen als defensive Mittelfeldspieler.
Bei gegnerischen Eckbällen und seitlichen Standards werden die Außenverteidiger häufig zur Deckung der Torecken auf die Grundlinie gezogen oder sie übernehmen die Manndeckung. Viele Außenverteidiger treten selbst Eckbälle oder seitliche Freistöße. Bekannte Vertreter auf dieser Position waren/sind: Roberto Carlos, Ashley Cole, Patrice Evra, Fabio Grosso, Philipp Lahm, Bixente Lizarazu, Dani Alves, Marcelo, David Alaba, Trent Alexander-Arnold.